# Sarraméa
Sarraméa – miasto na Nowej Kaledonii (terytorium zależne Francji). Według danych szacunkowych na rok 2010 liczy 700 mieszkańców.